# Lijst van rijksmonumenten in Veere (plaats)
De stad Veere telt 144 inschrijvingen in het rijksmonumentenregister. Hieronder een overzicht.
| Object | Oorspronkelijke functie?  | Bouwjaar                    | Architect | Locatie                                                   | Coördinaten?                  | Nr.?   | Afbeelding                                                                                     |
| --- | ------------------------- | --------------------------- | --------- | --------------------------------------------------------- | ----------------------------- | ------ | ---------------------------------------------------------------------------------------------- |
| Huis met topgevel aan de straat | Woonhuis                  | 18e eeuw                    |           | Baljuwstraat 1                                            | 51° 32' 51" NB, 3° 39' 56" OL | 36889  | Meer afbeeldingen                                                                              |
| Dorpshuisje met langsgevel aan de straat | Woonhuis                  | 18e eeuw                    |           | Baljuwstraat 3                                            | 51° 32' 51" NB, 3° 39' 56" OL | 36890  | Meer afbeeldingen                                                                              |
| Gebeeldhouwd natuurstenen poortje | Woonhuis                  | 1613                        |           | Kaai 11                                                   | 51° 32' 59" NB, 3° 40' 7" OL  | 36891  | Meer afbeeldingen                                                                              |
| Huis met rechte gevel op versierde natuurstenen plint | Woonhuis                  | 17e-18e eeuw                |           | Kaai 13                                                   | 51° 32' 59" NB, 3° 40' 7" OL  | 36892  | Meer afbeeldingen                                                                              |
| De Mutse en de Zevensterre | Woonhuis                  | 18e eeuw                    |           | Kaai 15                                                   | 51° 32' 58" NB, 3° 40' 7" OL  | 36893  | Meer afbeeldingen                                                                              |
| 't Waterschip | Woonhuis                  | 17e-18e eeuw                |           | Kaai 19                                                   | 51° 32' 58" NB, 3° 40' 6" OL  | 36894  | Meer afbeeldingen                                                                              |
| Oostenrijck | Woonhuis                  | 18e eeuw                    |           | Kaai 21                                                   | 51° 32' 58" NB, 3° 40' 6" OL  | 36895  | Meer afbeeldingen                                                                              |
| 't Bordeaux Oxhooft | Woonhuis                  | 17e-18e eeuw                |           | Kaai 23                                                   | 51° 32' 58" NB, 3° 40' 6" OL  | 36896  | Meer afbeeldingen                                                                              |
| 't Lammetje | Woonhuis                  | tweede helft 17e eeuw       |           | Kaai 25                                                   | 51° 32' 58" NB, 3° 40' 5" OL  | 36897  | Meer afbeeldingen                                                                              |
| De Struijs | Woonhuis                  | tweede helft 17e eeuw       |           | Kaai 27                                                   | 51° 32' 58" NB, 3° 40' 5" OL  | 36898  | Meer afbeeldingen                                                                              |
| Huis met trapgevel, bekroond door overhoekse pinakeltje | Woonhuis                  | 1611                        |           | Kaai 29                                                   | 51° 32' 58" NB, 3° 40' 4" OL  | 36899  | Meer afbeeldingen                                                                              |
| Fortuna | Woonhuis                  | 17e eeuw                    |           | Kaai 31                                                   | 51° 32' 57" NB, 3° 40' 4" OL  | 36900  | Meer afbeeldingen                                                                              |
| Huis met lijstgevel | Woonhuis                  | 17e-18e eeuw                |           | Kaai 39                                                   | 51° 32' 57" NB, 3° 40' 2" OL  | 36901  | Meer afbeeldingen                                                                              |
| Huisje met gerestaureerde trapgevel | Opslag                    | 17e eeuw                    |           | Kaai 41                                                   | 51° 32' 57" NB, 3° 40' 2" OL  | 36902  | Meer afbeeldingen                                                                              |
| Pakhuis met lijstgevel | Opslag                    | 1641                        |           | Kaai 43                                                   | 51° 32' 57" NB, 3° 40' 2" OL  | 36903  | Meer afbeeldingen                                                                              |
| Den Nobel | Woonhuis                  | 17e-18e eeuw                |           | Kaai 45                                                   | 51° 32' 57" NB, 3° 40' 1" OL  | 36904  | Meer afbeeldingen                                                                              |
| Den Ghulden Hooren | Woonhuis                  | 17e-18e eeuw                |           | Kaai 51                                                   | 51° 32' 56" NB, 3° 40' 1" OL  | 36905  | Meer afbeeldingen                                                                              |
| Huis met trapgevel | Werk-woonhuis             | 17e eeuw                    |           | Kaai 57                                                   | 51° 32' 56" NB, 3° 39' 59" OL | 36906  | Meer afbeeldingen                                                                              |
| Huis met gecementeerde trapgevel | Woonhuis                  | 17e eeuw                    |           | Kaai 59                                                   | 51° 32' 56" NB, 3° 39' 59" OL | 36907  | Meer afbeeldingen                                                                              |
| Pand zonder verdieping dubbelpand met aan de voorzijde een gepleisterde, 18e-eeuwse klokgevel met rechte kroonlijst en een gepleisterde, ingrijpend gerestaureerde 17e-eeuwse trapgevel voorzien van jaartalankers 17 | Woonhuis                  | 17e/18e eeuw                |           | Kaai 63                                                   | 51° 32' 56" NB, 3° 39' 58" OL | 36908  | Meer afbeeldingen                                                                              |
| De Mereminno | Woonhuis                  | 1574 of 18e eeuw            |           | Kaai 75                                                   | 51° 32' 55" NB, 3° 39' 57" OL | 36909  | Meer afbeeldingen                                                                              |
| De Houttuin | Woonhuis                  | 1614 of 17e-18e eeuw        |           | Kaai 77                                                   | 51° 32' 55" NB, 3° 39' 56" OL | 36910  | Meer afbeeldingen                                                                              |
| 't Huys Antwerpe | Woonhuis                  | 1572 of 17e-19e eeuw        |           | Kaai 79                                                   | 51° 32' 55" NB, 3° 39' 56" OL | 36911  | Meer afbeeldingen                                                                              |
| Den Spieghel | Woonhuis                  | 1574 of 17e-19e eeuw        |           | Kaai 81                                                   | 51° 32' 54" NB, 3° 39' 56" OL | 36912  | Meer afbeeldingen                                                                              |
| Huis met afgeknotte trapgevel | Woonhuis                  | 17e-18e eeuw                |           | Kaai 83                                                   | 51° 32' 54" NB, 3° 39' 55" OL | 36913  | Meer afbeeldingen                                                                              |
| Huis met rechte gevel | Woonhuis                  | 18e-20e eeuw                |           | Kaai 87                                                   | 51° 32' 54" NB, 3° 39' 55" OL | 36914  | Meer afbeeldingen                                                                              |
| Huis met gepleisterde puntgevel | Woonhuis                  | 18e eeuw                    |           | Kaai 89                                                   | 51° 32' 54" NB, 3° 39' 54" OL | 36915  | Meer afbeeldingen                                                                              |
| 'Vanouds de Spaerpot' | Woonhuis                  | 1582 of 17e-18e eeuw        |           | Kaai 91                                                   | 51° 32' 54" NB, 3° 39' 54" OL | 36916  | Meer afbeeldingen                                                                              |
| Huis met klokgevel, bekroond door lijst | Woonhuis                  | 18e eeuw                    |           | Kaai 99                                                   | 51° 32' 53" NB, 3° 39' 52" OL | 36917  | Meer afbeeldingen                                                                              |
| Huis met gecementeerde trapgevel | Woonhuis                  | 17e eeuw                    |           | Kaai 101                                                  | 51° 32' 53" NB, 3° 39' 52" OL | 36918  | Meer afbeeldingen                                                                              |
| Huis met trapgevel | Woonhuis                  | 17e eeuw                    |           | Kaai 107                                                  | 51° 32' 53" NB, 3° 39' 51" OL | 36919  | Meer afbeeldingen                                                                              |
| Campveerse Toren | Fort, vesting en -onderdl | 1738                        |           | Kaai 2                                                    | 51° 33' 0" NB, 3° 40' 10" OL  | 36920  | Meer afbeeldingen                                                                              |
| Zuidhavenpoort | Fort, vesting en -onderdl | laat 18e eeuw               |           | Kaai 4                                                    | 51° 33' 0" NB, 3° 40' 10" OL  | 36921  | Meer afbeeldingen                                                                              |
| Den Eenhoorn | Woonhuis                  | 1600 of 17e eeuw            |           | Kapellestraat 5                                           | 51° 32' 54" NB, 3° 39' 59" OL | 36922  | Meer afbeeldingen                                                                              |
| Huis met tuitgevel | Woonhuis                  | 17e eeuw                    |           | Kapellestraat 7                                           | 51° 32' 54" NB, 3° 39' 59" OL | 36923  | Meer afbeeldingen                                                                              |
| Huis met gepleisterde puntgevel | Woonhuis                  | 17e-18e eeuw                |           | Kapellestraat 17                                          | 51° 32' 52" NB, 3° 40' 1" OL  | 36924  | Huis met gepleisterde puntgevel                                                                |
| Huis met gepleisterde lijstgevel, aan de hoeken afgeschuind | Woonhuis                  | 18e eeuw                    |           | Kapellestraat 23                                          | 51° 32' 52" NB, 3° 40' 2" OL  | 36925  | Meer afbeeldingen                                                                              |
| Courtouwe | Woonhuis                  | 18e eeuw                    |           | Kapellestraat 25                                          | 51° 32' 51" NB, 3° 40' 2" OL  | 36926  | Meer afbeeldingen                                                                              |
| Godshuis | Woonhuis                  | 1819                        |           | Kerkstraat 7                                              | 51° 32' 52" NB, 3° 40' 5" OL  | 36927  | Meer afbeeldingen                                                                              |
| Pinksterblomme | Woonhuis                  | 18e eeuw                    |           | Kraanstraat 2                                             | 51° 32' 58" NB, 3° 40' 8" OL  | 36928  | Meer afbeeldingen                                                                              |
| Huis met gepleisterde trapgevel | Woonhuis                  | 17e eeuw                    |           | Kraanstraat 4                                             | 51° 32' 58" NB, 3° 40' 8" OL  | 36929  | Meer afbeeldingen                                                                              |
| Huis met gepleisterde rechte gevel | Woonhuis                  | 17e eeuw                    |           | Kraanstraat 6                                             | 51° 32' 58" NB, 3° 40' 8" OL  | 36930  | Meer afbeeldingen                                                                              |
| Hoekpand met lange gevel aan de Kraanstraat. In het linkergedeelte achter gecementeerde gevel woonhuis; in het rechterdeel werkplaats                                                                                 | Woonhuis                  | 18e eeuw                    |           | Kraanstraat 8                                             | 51° 32' 57" NB, 3° 40' 9" OL  | 36931  | Meer afbeeldingen                                                                              |
| Huis met lichtgevel, aan de hoeken ingezwenkt | Werk-woonhuis             |                             |           | Markt 1                                                   | 51° 32' 57" NB, 3° 40' 3" OL  | 36932  | Meer afbeeldingen                                                                              |
| De Gulden Carnaele | Woonhuis                  | 17e-18e eeuw                |           | Markt 3                                                   | 51° 32' 57" NB, 3° 40' 3" OL  | 36933  | Meer afbeeldingen                                                                              |
| Stadhuis | Overheidsgebouw           | 1474                        |           | Markt 5                                                   | 51° 32' 56" NB, 3° 40' 4" OL  | 36934  | Meer afbeeldingen                                                                              |
| Huis met trapgevel | Woonhuis                  | 1579                        |           | Markt 7                                                   | 51° 32' 56" NB, 3° 40' 4" OL  | 36935  | Meer afbeeldingen                                                                              |
| Huis met afgeknotte topgevel | Woonhuis                  | 17e eeuw                    |           | Markt 9                                                   | 51° 32' 56" NB, 3° 40' 4" OL  | 36936  | Meer afbeeldingen                                                                              |
| Huis met rechte gevel | Woonhuis                  | 17e eeuw                    |           | Markt 11                                                  | 51° 32' 56" NB, 3° 40' 5" OL  | 36937  | Meer afbeeldingen                                                                              |
| Huis met topgevel | Woonhuis                  | 17e-18e eeuw                |           | Markt 17                                                  | 51° 32' 55" NB, 3° 40' 5" OL  | 36938  | Huis met topgevel                                                                              |
| Huis met gepleisterde lijstgevel en met afgeschuinde hoeken | Woonhuis                  | 17e-18e eeuw                |           | Markt 23                                                  | 51° 32' 55" NB, 3° 40' 6" OL  | 36939  | Huis met gepleisterde lijstgevel en met afgeschuinde hoeken                                    |
| Huis met trapgevel met pinakel | Woonhuis                  | 17e eeuw                    |           | Markt 31                                                  | 51° 32' 54" NB, 3° 40' 7" OL  | 36940  | Meer afbeeldingen                                                                              |
| St. Lucas | Woonhuis                  | 18e eeuw                    |           | Markt 33                                                  | 51° 32' 54" NB, 3° 40' 7" OL  | 36941  | Meer afbeeldingen                                                                              |
| Huis met lijstgevel | Woonhuis                  | 18e-19e eeuw                |           | Markt 35                                                  | 51° 32' 54" NB, 3° 40' 8" OL  | 36942  | Meer afbeeldingen                                                                              |
| Huis met rechte gevel | Woonhuis                  | 18e eeuw                    |           | Markt 39                                                  | 51° 32' 53" NB, 3° 40' 9" OL  | 36943  | Meer afbeeldingen                                                                              |
| Huis met gepleisterde rechte gevel | Woonhuis                  | 18e eeuw                    |           | Markt 41                                                  | 51° 32' 53" NB, 3° 40' 9" OL  | 36944  | Huis met gepleisterde rechte gevel                                                             |
| Huis met trapgevel, bekroond door overhoeks pinakel | Woonhuis                  | 17e eeuw                    |           | Markt 2                                                   | 51° 32' 57" NB, 3° 40' 4" OL  | 36945  | Meer afbeeldingen                                                                              |
| Huis met trapgevel | Werk-woonhuis             | 17e eeuw                    |           | Markt 4                                                   | 51° 32' 57" NB, 3° 40' 4" OL  | 36946  | Meer afbeeldingen                                                                              |
| Onderkelderd huis met gepleisterde rechte gevel | Woonhuis                  | 18e-19e eeuw                |           | Markt 6                                                   | 51° 32' 57" NB, 3° 40' 4" OL  | 36947  | Meer afbeeldingen                                                                              |
| Onderkelderd huis met gepleisterde rechte gevel | Werk-woonhuis             | 19e eeuw (roedenverdeling)  |           | Markt 8                                                   | 51° 32' 57" NB, 3° 40' 6" OL  | 36948  | Meer afbeeldingen                                                                              |
| Den Gouden Leeuw | Werk-woonhuis             | 17e-18e eeuw                |           | Markt 10                                                  | 51° 32' 56" NB, 3° 40' 6" OL  | 36949  | Meer afbeeldingen                                                                              |
| Prinsche van Oranien | Woonhuis                  | 18e eeuw                    |           | Markt 18                                                  | 51° 32' 56" NB, 3° 40' 7" OL  | 36950  | Meer afbeeldingen                                                                              |
| Huis met vernieuwde rechte gevel | Werk-woonhuis             |                             |           | Markt 20                                                  | 51° 32' 56" NB, 3° 40' 7" OL  | 36951  | Meer afbeeldingen                                                                              |
| De Goutsbloeme | Woonhuis                  | 18e eeuw                    |           | Markt 22                                                  | 51° 32' 56" NB, 3° 40' 7" OL  | 36952  | Meer afbeeldingen                                                                              |
| Huis met gecementeerde afgeknotte trapgevel | Woonhuis                  | 17e-18e eeuw                |           | Markt 24                                                  | 51° 32' 55" NB, 3° 40' 7" OL  | 36953  | Meer afbeeldingen                                                                              |
| Den Vogel Fenix | Woonhuis                  | 17e-19e eeuw                |           | Markt 30                                                  | 51° 32' 55" NB, 3° 40' 8" OL  | 36954  | Meer afbeeldingen                                                                              |
| Huis met rechte gevel | Woonhuis                  | 17e eeuw                    |           | Markt 32                                                  | 51° 32' 55" NB, 3° 40' 8" OL  | 36955  | Meer afbeeldingen                                                                              |
| De pellicaan | Woonhuis                  |                             |           | Markt 34                                                  | 51° 32' 55" NB, 3° 40' 9" OL  | 36956  | Meer afbeeldingen                                                                              |
| Huis met rechte gevel | Woonhuis                  | 1663 of 17e-18e eeuw        |           | Oudestraat 21                                             | 51° 32' 52" NB, 3° 40' 9" OL  | 36957  | Meer afbeeldingen                                                                              |
| Huis met lijstgevel | Woonhuis                  | 18e eeuw                    |           | Oudestraat 23                                             | 51° 32' 52" NB, 3° 40' 9" OL  | 36958  | Meer afbeeldingen                                                                              |
| Huis met lijstgevel | Woonhuis                  | 18e eeuw                    |           | Oudestraat 25                                             | 51° 32' 52" NB, 3° 40' 9" OL  | 36959  | Meer afbeeldingen                                                                              |
| Huis met gepleisterde tuitgevel | Woonhuis                  | 17e-18e eeuw                |           | Oudestraat 27                                             | 51° 32' 52" NB, 3° 40' 9" OL  | 36960  | Meer afbeeldingen                                                                              |
| Huis met rechte gevel | Woonhuis                  | 18e eeuw                    |           | Oudestraat 33                                             | 51° 32' 51" NB, 3° 40' 8" OL  | 36961  | Meer afbeeldingen                                                                              |
| Huis met afgeknotte gevel | Woonhuis                  | 17e-18e eeuw                |           | Oudestraat 35                                             | 51° 32' 51" NB, 3° 40' 7" OL  | 36962  | Meer afbeeldingen                                                                              |
| Huis met rechte gevel | Woonhuis                  |                             |           | Oudestraat 41                                             | 51° 32' 50" NB, 3° 40' 6" OL  | 36963  | Meer afbeeldingen                                                                              |
| Huis met rechte gevel | Woonhuis                  | 18e eeuw                    |           | Oudestraat 51                                             | 51° 32' 48" NB, 3° 40' 2" OL  | 36964  | Meer afbeeldingen                                                                              |
| Gepleisterd woonhuis zonder verdieping onder met rode Hollandse pannen gedekt zadeldak | Woonhuis                  | 18e-19e eeuw                |           | Oudestraat 55                                             | 51° 32' 48" NB, 3° 40' 2" OL  | 36965  | Meer afbeeldingen                                                                              |
| 't Compas | Woonhuis                  | 18e eeuw                    |           | Oudestraat 14                                             | 51° 32' 51" NB, 3° 40' 7" OL  | 36966  | Meer afbeeldingen                                                                              |
| Grote Kerk | Kerk en kerkonderdeel     | 1479 en later               |           | Oudestraat 26                                             | 51° 32' 50" NB, 3° 40' 3" OL  | 36967  | Meer afbeeldingen                                                                              |
| Vierkant gebouwtje op de grens van het kerkterrein, waarin vensters met kleine roedenverdeling | Woonhuis                  | 18e eeuw                    |           | Oudestraat 28                                             | 51° 32' 48" NB, 3° 40' 0" OL  | 36969  | Vierkant gebouwtje op de grens van het kerkterrein, waarin vensters met kleine roedenverdeling |
| Fontein bij Grote Kerk | Vanwege onderdelen kerk   | 1541                        |           | Oudestraat nabij kerk                                     | 51° 32' 49" NB, 3° 40' 4" OL  | 36970  | Meer afbeeldingen                                                                              |
| Huis met gepleisterde topgevel aan de straat | Woonhuis                  | 17e-18e eeuw                |           | Pieterstraat 4                                            | 51° 32' 52" NB, 3° 39' 59" OL | 36971  | Huis met gepleisterde topgevel aan de straat                                                   |
| Huis met trapgevel, bekroond door pinakel | Woonhuis                  | 17e eeuw                    |           | Simon Oomstraat 3                                         | 51° 32' 54" NB, 3° 39' 56" OL | 36972  | Upload foto                                                                                    |
| Schuur met rechte gevel | Woonhuis                  | 18e-19e eeuw                |           | Stadhuisstraat 1                                          | 51° 32' 54" NB, 3° 40' 1" OL  | 36973  | Meer afbeeldingen                                                                              |
| Pandje met langsgevel aan de straat | Woonhuis                  | 18e-19e eeuw                |           | Wagenaarstraat 26                                         | 51° 32' 49" NB, 3° 39' 54" OL | 36974  | Pandje met langsgevel aan de straat                                                            |
| Pandje met vernieuwde langsgevel aan de straat | Woonhuis                  | 18e-19e eeuw                |           | Wagenaarstraat 28                                         | 51° 32' 49" NB, 3° 39' 55" OL | 36975  | Pandje met vernieuwde langsgevel aan de straat                                                 |
| Pandje met langsgevel aan de straat | Woonhuis                  | 17e-19e eeuw                |           | Wagenaarstraat 30                                         | 51° 32' 49" NB, 3° 39' 55" OL | 36976  | Pandje met langsgevel aan de straat                                                            |
| Arbeidershuisje met gepleisterde gevel | Woonhuis                  | 18e eeuw                    |           | Wagenaarstraat 33                                         | 51° 32' 49" NB, 3° 39' 54" OL | 36977  | Arbeidershuisje met gepleisterde gevel                                                         |
| Klein boerenhuisje | Boerderij                 | 18e eeuw                    |           | Wagenaarstraat 43                                         | 51° 32' 48" NB, 3° 39' 56" OL | 36978  | Klein boerenhuisje                                                                             |
| Boerenhofstede | Boerderij                 | 18e eeuw                    |           | Wagenaarstraat 51                                         | 51° 32' 48" NB, 3° 39' 58" OL | 36979  | Meer afbeeldingen                                                                              |
| Huis met rechts gevel | Woonhuis                  | 17e-18e eeuw                |           | Warwijcksestraat 9                                        | 51° 32' 53" NB, 3° 39' 45" OL | 36980  | Meer afbeeldingen                                                                              |
| Huis met rechte gevel | Woonhuis                  | 17e-18e eeuw                |           | Warwijcksestraat 11                                       | 51° 32' 53" NB, 3° 39' 45" OL | 36981  | Meer afbeeldingen                                                                              |
| Huis met rechte gevel | Woonhuis                  | 17e-18e eeuw                |           | Warwijcksestraat 13                                       | 51° 32' 53" NB, 3° 39' 45" OL | 36982  | Meer afbeeldingen                                                                              |
| Huis met gecementeerde rechte gevel | Woonhuis                  | 17e-18e eeuw                |           | Warwijcksestraat 15                                       | 51° 32' 53" NB, 3° 39' 44" OL | 36983  | Meer afbeeldingen                                                                              |
| Huis met rechte gevel | Woonhuis                  | 18e-19e eeuw                |           | Warwijcksestraat 17                                       | 51° 32' 53" NB, 3° 39' 44" OL | 36984  | Meer afbeeldingen                                                                              |
| Smidse met hoefstal aan de straatzijde | Woonhuis                  | 17e-18e eeuw                |           | Warwijcksestraat 19                                       | 51° 32' 53" NB, 3° 39' 43" OL | 36985  | Meer afbeeldingen                                                                              |
| Huis met rechte gevel | Woonhuis                  | 18e eeuw                    |           | Warwijcksestraat 2                                        | 51° 32' 53" NB, 3° 39' 46" OL | 36986  | Upload foto                                                                                    |
| Huis met gepleisterde rechte gevel | Woonhuis                  | 18e-19e eeuw                |           | Warwijcksestraat 4                                        | 51° 32' 53" NB, 3° 39' 46" OL | 36987  | Upload foto                                                                                    |
| Huis me afgeknotte puntgevel | Woonhuis                  | 18e eeuw                    |           | Warwijcksestraat 6                                        | 51° 32' 53" NB, 3° 39' 44" OL | 36988  | Meer afbeeldingen                                                                              |
| Twee gecombineerde panden | Industrie                 | 17e-18e eeuw                |           | Warwijcksestraat 10                                       | 51° 32' 53" NB, 3° 39' 43" OL | 36989  | Meer afbeeldingen                                                                              |
| Klein boerderijtje | Boerderij                 | 18e-19e eeuw                |           | Warwijcksestraat 14                                       | 51° 32' 53" NB, 3° 39' 42" OL | 36990  | Upload foto                                                                                    |
| De Koe | Industrie- en poldermolen | 1909                        |           | Warwijcksestraat 16                                       | 51° 32' 58" NB, 3° 39' 39" OL | 36991  | Meer afbeeldingen                                                                              |
| Huis met rechte gevel | Woonhuis                  | 18e-19e eeuw                |           | Wijngaardstraat 5                                         | 51° 32' 52" NB, 3° 39' 56" OL | 36992  | Huis met rechte gevel                                                                          |
| Huis met rechte gevel | Woonhuis                  | 18e-19e eeuw                |           | Wijngaardstraat 7                                         | 51° 32' 52" NB, 3° 39' 56" OL | 36993  | Huis met rechte gevel                                                                          |
| Pand met rechthoekige plattegrond onder zadeldak tussen puntgevels | Woonhuis                  | vermoedelijk vroeg 19e eeuw |           | Wijngaardstraat 23                                        | 51° 32' 50" NB, 3° 39' 59" OL | 36994  | Pand met rechthoekige plattegrond onder zadeldak tussen puntgevels                             |
| Gepleisterd dwarshuisje onder met pannen gedekt zadeldak tussen puntgevels | Woonhuis                  | vroeg 19e eeuw              |           | Zanddijkseweg 4                                           | 51° 32' 25" NB, 3° 39' 32" OL | 36995  | Meer afbeeldingen                                                                              |
| Stenen walmuren | Fort, vesting en -onderdl | ca. 1500                    |           | Restanten zeefortificatie                                 | 51° 32' 59" NB, 3° 39' 50" OL | 36996  | Stenen walmuren                                                                                |
| Stenen walmuren | Fort, vesting en -onderdl | ca. 1500                    |           | Restanten zeefortificatie                                 | 51° 32' 59" NB, 3° 39' 34" OL | 36997  | Upload foto                                                                                    |
| Stenen walmuren | Fort, vesting en -onderdl | ca. 1500                    |           | Restanten zeefortificatie                                 | 51° 32' 49" NB, 3° 39' 35" OL | 36998  | Upload foto                                                                                    |
| Stenen walmuren | Fort, vesting en -onderdl | ca. 1500                    |           | Restanten zeefortificatie                                 | 51° 32' 43" NB, 3° 39' 44" OL | 36999  | Upload foto                                                                                    |
| Stenen walmuren | Fort, vesting en -onderdl | ca. 1500                    |           | Restanten zeefortificatie                                 | 51° 32' 40" NB, 3° 39' 52" OL | 37000  | Upload foto                                                                                    |
| Stenen walmuren | Fort, vesting en -onderdl | ca. 1500                    |           | Restanten zeefortificatie                                 | 51° 32' 46" NB, 3° 40' 3" OL  | 37001  | Upload foto                                                                                    |
| Stenen walmuren | Fort, vesting en -onderdl | ca. 1500                    |           | Restanten zeefortificatie                                 | 51° 32' 50" NB, 3° 40' 9" OL  | 37002  | Upload foto                                                                                    |
| Stenen walmuren | Fort, vesting en -onderdl | ca. 1500                    |           | Restanten zeefortificatie                                 | 51° 32' 49" NB, 3° 40' 9" OL  | 37003  | Upload foto                                                                                    |
| Stenen walmuren | Fort, vesting en -onderdl | ca. 1500                    |           | Restanten Zeefortificatie                                 | 51° 33' 2" NB, 3° 39' 40" OL  | 37004  | Upload foto                                                                                    |
| Stenen walmuren | Fort, vesting en -onderdl | ca. 1500                    |           | Restanten zeefortificatie                                 | 51° 32' 44" NB, 3° 39' 36" OL | 37005  | Upload foto                                                                                    |
| Huis met rechte gevel | Woonhuis                  | 17e-18e eeuw                |           | Veerseweg 36                                              | 51° 32' 26" NB, 3° 39' 29" OL | 37015  | Meer afbeeldingen                                                                              |
| Huis met rechte gevel | Woonhuis                  | 17e-18e eeuw                |           | Veerseweg 36                                              | 51° 32' 26" NB, 3° 39' 29" OL | 37016  | Meer afbeeldingen                                                                              |
| Huis met gepleisterde en geverfde gevel | Woonhuis                  | 17e-18e eeuw                |           | Veerseweg 38                                              | 51° 32' 26" NB, 3° 39' 28" OL | 37017  | Meer afbeeldingen                                                                              |
| Huis met geverfde rechte gevel | Woonhuis                  | 17e-18e eeuw                |           | Veerseweg 40                                              | 51° 32' 26" NB, 3° 39' 28" OL | 37018  | Meer afbeeldingen                                                                              |
| Huis met rechte geverfde gevel | Woonhuis                  | 17e-18e eeuw                |           | Veerseweg 42                                              | 51° 32' 26" NB, 3° 39' 27" OL | 37019  | Meer afbeeldingen                                                                              |
| Poortje van baksteen met als sluitsteen een gebeeldhouwd engelenkopje | Onderdeel woningen e.d.   | 18e-19e eeuw                |           | Veerseweg bij 42                                          | 51° 32' 26" NB, 3° 39' 27" OL | 37020  | Meer afbeeldingen                                                                              |
| Huis met rechte gevel | Woonhuis                  | 17e eeuw                    |           | Veerseweg 56                                              | 51° 32' 26" NB, 3° 39' 24" OL | 37023  | Meer afbeeldingen                                                                              |
| Huis met rechte gevel | Woonhuis                  | 18e eeuw                    |           | Veerseweg 58                                              | 51° 32' 26" NB, 3° 39' 24" OL | 37024  | Meer afbeeldingen                                                                              |
| Huis met gepleisterde rechte gevel en nok evenwijdig aan straat | Woonhuis                  | 18e eeuw                    |           | Veerseweg 60                                              | 51° 32' 26" NB, 3° 39' 24" OL | 37025  | Meer afbeeldingen                                                                              |
| Boerderijtje met blinde gevel aan de straat | Boerderij                 | 18e eeuw                    |           | Veerseweg 59                                              | 51° 32' 26" NB, 3° 39' 25" OL | 37026  | Boerderijtje met blinde gevel aan de straat                                                    |
| Kerkhofterrein met eventueel fundering van oude kerk en toren | Begraafplaats en -onderdl |                             |           | Zanddijk, Kerkhofterrein met fundering oude kerk en toren | 51° 32' 24" NB, 3° 39' 30" OL | 37027  | Kerkhofterrein met eventueel fundering van oude kerk en toren                                  |
| Terrein waarin een vluchtberg/kasteelberg | Archeologisch monument    | 10e-13e eeuw                |           | Zanddijk, Bosweg                                          | 51° 32' 28" NB, 3° 39' 15" OL | 46010  | Terrein waarin een vluchtberg/kasteelberg                                                      |
| Terrein waarin een vluchtberg/kasteelberg | Archeologisch monument    | 10e-13e eeuw                |           | Poppenkinderen                                            | 51° 31' 25" NB, 3° 39' 4" OL  | 46011  | Terrein waarin een vluchtberg/kasteelberg                                                      |
| Terrein waarin een vluchtberg/kasteelberg | Archeologisch monument    | 10e-13e eeuw                |           | Zanddijk, Bieweg                                          | 51° 32' 22" NB, 3° 38' 47" OL | 46012  | Terrein waarin een vluchtberg/kasteelberg                                                      |
| Dwarsdeelschuur met een mendeurstel met hoge raampjes met roedeverdeling | Boerderij                 | 1873                        |           | Kruisweg 6                                                | 51° 31' 47" NB, 3° 38' 37" OL | 507816 | Upload foto                                                                                    |
| Bakstenen woning met langsgevel, bestaande uit een bouwlaag en een kap | Woonhuis                  | 1873                        |           | Kruisweg 6                                                | 51° 31' 47" NB, 3° 38' 37" OL | 507818 | Upload foto                                                                                    |
| Mijnenmagazijn | Militaire opslagplaats    | 1916                        |           | Kanaalweg Oostzijde 3                                     | 51° 32' 39" NB, 3° 40' 9" OL  | 507820 | Mijnenmagazijn                                                                                 |
| Kantinegebouw van het Mijnenmagazijn | Horeca                    | 1916                        |           | Kanaalweg Oostzijde 3                                     | 51° 32' 39" NB, 3° 40' 9" OL  | 507821 | Upload foto                                                                                    |
| Aanlegsteiger van het Mijnenmagazijn in het Kanaal door Walcheren | Aanlegvoorziening         | 1916                        |           | Kanaalweg Oostzijde 3                                     | 51° 32' 43" NB, 3° 40' 11" OL | 507822 | Upload foto                                                                                    |
| Woningen voor sluisknechten | Woonhuis                  | 1872                        |           | Kanaalweg Westzijde 2-4-6                                 | 51° 32' 40" NB, 3° 39' 58" OL | 507828 | Woningen voor sluisknechten                                                                    |
| Voetgangersbrug naar de woningen voor sluisknechten | Brug                      | 1872-1900                   |           | Kanaalweg Westzijde bij 6                                 | 51° 32' 39" NB, 3° 40' 1" OL  | 507829 | Voetgangersbrug naar de woningen voor sluisknechten                                            |
| Kantoor sluismeester en wachthuis sluisknechten | Bedieningsgebouw          | 1879                        |           | Kanaalweg Westzijde 9                                     | 51° 32' 34" NB, 3° 39' 60" OL | 507830 | Kantoor sluismeester en wachthuis sluisknechten                                                |
| Sluismeesterswoning | Woonhuis                  | 1872                        |           | Kanaalweg Westzijde 7                                     | 51° 32' 36" NB, 3° 39' 60" OL | 507831 | Meer afbeeldingen                                                                              |
| Wachthuis bij kleine schutsluis | Bedieningsgebouw          | 1872                        |           | Kanaalweg Westzijde 16                                    | 51° 32' 31" NB, 3° 40' 0" OL  | 507832 | Wachthuis bij kleine schutsluis                                                                |
| Loods bij kleine schutsluis, deels in vakwerkbouw | Opslag                    | 1875                        |           | Kanaalweg Westzijde tegenover 18                          | 51° 32' 31" NB, 3° 40' 0" OL  | 507833 | Loods bij kleine schutsluis, deels in vakwerkbouw                                              |
| Kleine loods bij kleine schutsluis | Opslag                    | 1875-1900                   |           | Kanaalweg Westzijde 11                                    | 51° 32' 31" NB, 3° 40' 0" OL  | 507834 | Kleine loods bij kleine schutsluis                                                             |
| Kleine schutsluis | Waterkering en -doorlaat  | 1869-1872                   |           | Kanaalweg Westzijde bij 16                                | 51° 32' 31" NB, 3° 40' 0" OL  | 507835 | Meer afbeeldingen                                                                              |
| Uitwateringssluis (Oostersluis) | Waterkering en -doorlaat  | 1869-1872                   |           | Kanaalweg Oostzijde bij 7                                 | 51° 32' 32" NB, 3° 40' 7" OL  | 507836 | Uitwateringssluis (Oostersluis)                                                                |